# Gigantopithecus blacki
Gigantopithecus blacki é uma espécie do gênero Gigantopithecus. Viveu na Ásia, durante o Pleistoceno.

## Descrição
Eram parentes próximos dos atuais orangotangos, mas seus hábitos divergiam dos mesmos, afinal é pouco provável que um animal tão pesado fosse arborícola.